# Standbeeld van Willem I

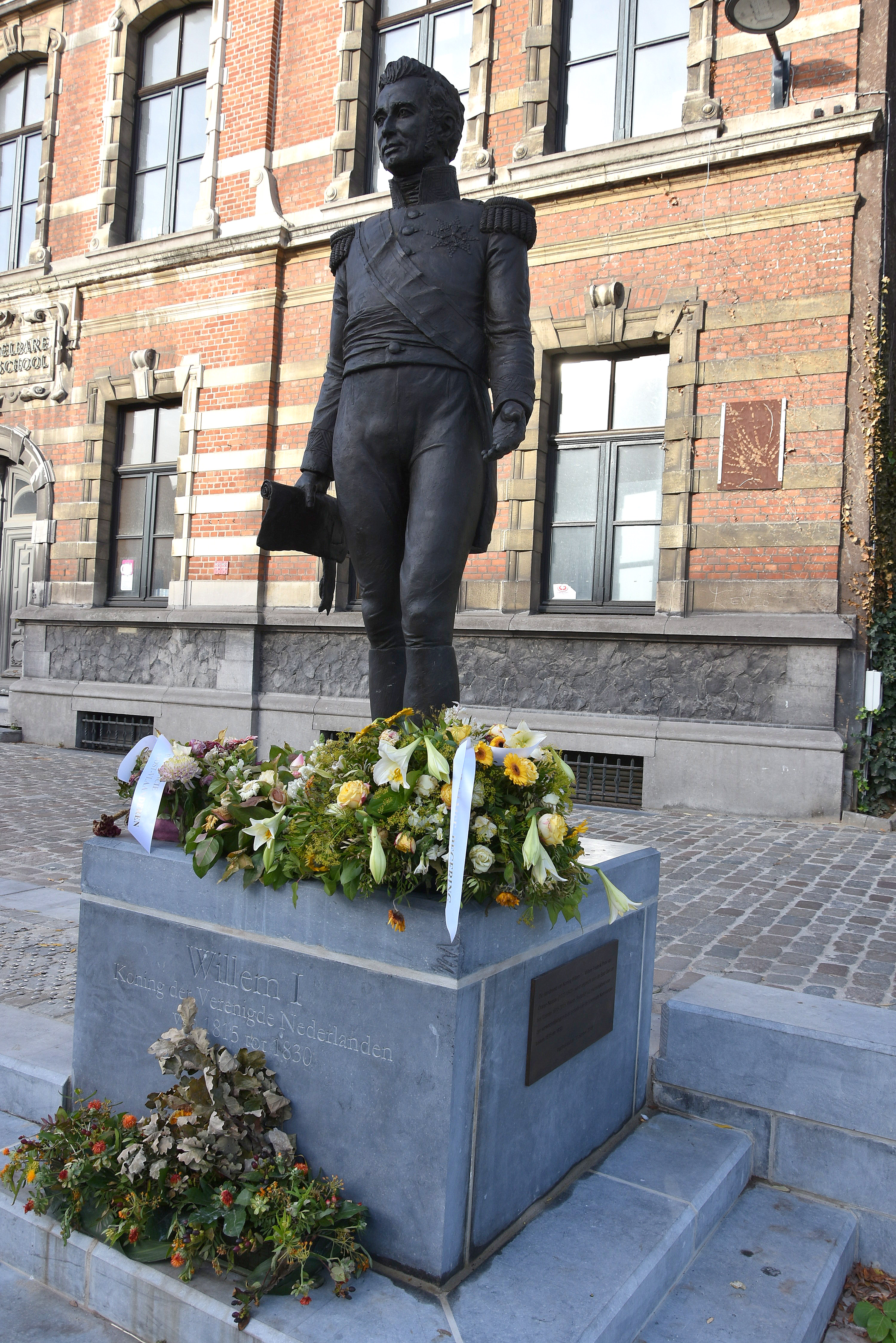
Standbeeld van Willem I in Gent

Het standbeeld van Willem I is een standbeeld van Willem I der Nederlanden aan de Reep in de Belgische stad Gent.
Het standbeeld werd in september 2018 geplaatst en op 20 oktober 2018 officieel ingehuldigd. Het 200 kilogram zware bronzen beeld stond al jaren in een atelier. Drijvende kracht achter het standbeeld was de orangist en Groot-Nederlandsgezinde professor Alexander-Karel Evrard, die met zijn genootschap Comité 1815-2015 Willem bedankt! streed voor eerherstel van koning Willem I in België.
Willem I stichtte de Universiteit Gent, liet het kanaal Gent-Terneuzen aanleggen en stimuleerde de Gentse textielindustrie. In januari 2018 werd een deel van de Baudelokaai hernoemd tot Koning Willem I-kaai.